# 川崎市立大戸小学校
川崎市立大戸小学校（かわさきしりつ おおとしょうがっこう）は、神奈川県川崎市中原区下小田中一丁目にある市立小学校。

## 概要
- 本校は1941年に開校した市立の小学校である。2011年に開校70周年を迎えた。
- 2016年度現在の児童数は800人強であり、また校区の全域が近隣の西中原中学校の校区に含まれ、本校の卒業生の大部分が西中原中学校へ進学する。
- また、川崎市内小学校でも数校しか設置されていなかった「たんぽぽ学級」という特別支援学級が昭和44年より併設されてきたが、2014年度より「川崎市立中央支援学校大戸分教室」へ移行した。これは長年たんぽぽ学級が担ってきた養護学校(現・特別支援学校)の役割を正式なものとするための措置である。[1]
- これらの措置により書類上は別の学校扱いとなったが、愛称は今まで通り「たんぽぽ学級」もしくは「たんぽぽ」であり、また以前同様学校行事の共催も行われたりと、様々な交流が行われている。
- なお、たんぽぽ学級の正式名称である「川崎市立中央支援学校大戸分教室」は、校内では正式な行事を除き殆ど使用されていない。

### 校舎・設備
- 校舎は2004年竣工の4階建て新校舎と、1980年頃竣工の3階建て旧校舎(たんぽぽ棟)がb字型に連結している構造となっている。[2]なお、旧校舎のたんぽぽ学級エリアには本校の児童が入る事も可能であり、本校の児童がたんぽぽ学級の児童と交流する光景もよく見られる。
- この他、旧校舎の南東にプールが、新校舎の南西に1989年竣工の体育館がある。体育館と新校舎は連絡通路で結ばれている。
- また、旧校舎の南側に「しし山」という人工の丘があり、児童の遊び場となっている。その名前の由来は獅子の形に似てるから。
- 新校舎の竣工前は、3階建てのレンガ校舎が長らく使用されてきたが、新校舎の改築工事により、沢山の児童に惜しまれながら、その長い歴史に幕を下ろした。[3]

### 校区
出典
- 上小田中5丁目（全域）
- 上小田中6丁目（1～4番、16～20番）
- 下小田中1丁目（全域）
- 下小田中2丁目（全域）
- 下小田中3丁目（1～24番、31番）
- 下小田中4丁目（全域）
- 下小田中5丁目（1～14番）
- 下小田中6丁目（1～10番）

## 沿革
- 1941年（昭和16年）
  - 3月31日 - 川崎市大戸尋常小学校設立。
  - 4月 - 国民学校令により、川崎市大戸国民学校と改称。神地・大谷戸・新城・下小田中の各地域を校区とする。大戸の校名は、付近にある産土神大戸神社の名称から取られた。
- 1951年（昭和26年）11月 - 創立10周年記念式典挙行。記念行事の一つとして校歌制定。同窓会設立。
- 1953年（昭和28年）4月 - 新城小学校を分離し、児童数813人、学級数17となる。
- 1966年（昭和41年）4月 - 大谷戸小学校を分離。
- 1968年（昭和43年）3月 - 下小田中小学校を分離。
- 1969年（昭和44年）4月 - 肢体不自由学級、重複障害学級（たんぽぽ学級）が設けられる。
- 1990年（平成2年）3月 - 新体育館落成し、校庭花壇・百葉箱・藤棚・温室を旧体育館跡地に移設。
- 1991年（平成3年）11月 - 創立50周年記念式典挙行。記念事業として、しし山なかよしランド整備、校歌新調、校庭南側花壇2基新設、地域副読本「おおと」発行、記念文集「おおと」発行、花いっぱい活動展開。
- 1997年（平成9年）8月 - 校長室、用務員室、印刷室移転改修工事。
- 2002年（平成14年）11月 - 60周年おめでとう集会開催し、記念事業実施。
- 2005年（平成17年）11月 - 新校舎落成記念式典挙行。
- 2010年（平成22年）11月 - 70周年記念式典挙行。
- 2014年（平成26年）4月1日 - たんぽぽ学級が、川崎市立中央支援学校大戸分教室へ移管される。

## 進学先中学校
出典
- 川崎市立西中原中学校

## 著名な出身者
- 垣内宣子（1942年生まれ・画家(寄贈された絵が校内に飾られている)）
- 松長根悠仁（2004年生れ・サッカー選手）
- 高野研一（慶應義塾大学大学院システムデザイン•マネジメント研究科教授・2020年度まで、日本原子力発電株式会社取締役）

## 交通
- 川崎市営バス「原01」・「鷺02」・「杉10」、東急バス「鷺02」・「杉09」・「杉06」、臨港バス「原62」の各系統で、
  - 「大戸神社前」バス停から、徒歩約90m・約1分。
  - 「中原駅入口」バス停（鷺沼駅、野川台、蟹ヶ谷方面のみ）から、徒歩約150m・約2分。
- JR東日本南武線武蔵中原駅から、徒歩約380m・約6分。